# Groblje Svete Ane
Groblje Svete Ane je osječko gradsko groblje, smješteno u naselju Gornji grad.

## Opis
Groblje sv. Ane u Osijeku, prema podacima kanonske vizitacije iz 1754. godine, tih je godina u funkciji s obzirom da mu je prethodila izgradnja lazareta 1748. godine zbog haranja kuge. Današnji raspored groblja baziran je na osnovi prikaza grobnih polja kakav se očitava na planu iz 1922. godine. Izdvojene su dvije skupine grobnih spomenika po svojim dostignućima bitnim za očuvanje kulturne baštine. Prvu skupinu čine grobni spomenici stilskih oznaka zrelog historicizma i secesije sa skulpturama poznatih umjetnika tvoreći time arhitektonsko-umjetničku cjelinu. Drugu skupinu čine pojedinačni nadgrobni spomenici izdvojeni poradi vrsnosti obrtničkog rada anonimnih autora koji se očituje u kvaliteti vrste odabranog materijala i stilskim karakteristikama koje oblikovanjem, dekoracijom i jednostavnim izričajem korespondiraju bogato izdjelanim grobnim spomenicima prve skupine, doprinoseći time povijesnoj, dokumentarnoj i umjetničkoj vrijednosti groblja.

## Zaštita
Pod oznakom Z-5843 zavedeno je kao nepokretno kulturno dobro – nepokretna pojedinačna, pravna statusa zaštićena kulturnog dobra, klasificirano kao "memorijalne građevine".

## Znamenite osobe
Znamenite osobe pokopane na groblju sv. Ane su:
- Bela Adamović Čepinski
- Vladoje Aksmanović
- Saša Anočić
- Pavle Blažek
- Josip Bösendorfer
- Ivica Čandrlić
- Ernest Dubac
- Vladimir Džanko
- Ferdo Fabing
- Ivica Fekete
- Miroslav Gantar
- Paulina Hermann, zvana Mačkamama, u zajedničkoj kosturnici[2]
- Radovan Knežević
- Pajo Kolarić
- Gustav Lechner
- Branko Mihaljević
- Lav Mirski
- Dragutin Neumann
- Julije Njikoš
- Ljudevit Pelzer
- Franjo Rupnik
- Viktor Sonnenfeld
- Jovan Stanisavljević Čaruga
- Gita Šerman-Kopljar
- Adolf Waldinger